# Старі борги
Старі борги (рос. Старые долги) — радянський художній фільм 1979 року, знятий на Кіностудії ім. М. Горького.

## Сюжет
Олександр Петрович Кочнєв, повернувшись з війни, став інженером-металургом. Захоплений роботою, він відразу ж взяв активну участь в управлінні заводом — і незабаром став директором. При монтажі обладнання для реалізації своєї давньої ідеї у Кочнєва стався інфаркт. Ця обставина змусила дружину хворого викликати двох жінок, які багато значили в його житті…

## У ролях
- Ігор Горбачов — Олександр Петрович Кочнєв, директор сталеливарного заводу
- Валентина Шендрікова — Катерина, дружина Кочнєва
- Валентина Бєляєва — Надія Миколаївна Орлова, перша дружина Кочнєва
- Анастасія Вознесенська — Оля, друга дружина Кочнєва
- Микола Іванов — Борис
- Всеволод Сафонов — Дмитро Опанасович Суконцев
- Микола Єременко — Любецький, секретар обкому КПРС
- Майя Булгакова — Анна Семенівна, секретар Кочнєва
- Едуард Марцевич — Вадим Гороховський, режисер театру
- Хайнц Браун — пан Крюльман, представник німецької фірми
- Іван Краско — Степан Семенович Лебедєв, з листопрокатного цеху
- Раїса Рязанова — Любов Кирилівна Кулакова
- Микола Нікольський — Євген Воробйов, програміст
- Олена Корольова — провідниця в поїзді
- Олексій Алексєєв — Тихон Орлов, чоловік Надії Миколаївни
- Лев Золотухін — Спєшнєв, головний інженер
- Маріанна Рубінчик — Таня, дочка Кочнєва
- Світлана Гордієвич — Марина Гороховська
- Олександр Чуйков — Вахрушев
- Давид Цигерт — перекладач
- Євген Красавцев — водій
- Неллі Вітепаш — родичка хворого
- Ян Янакієв — учасник наради
- Володимир Разумовський — учасник наради
- Юрій Легков — учасник наради
- Микола Погодін — учасник наради
- Інга Будкевич — партійний працівник

## Знімальна група
- Режисер — Ілля Гурін
- Сценарист — Йосип Герасимов
- Оператор — Євген Давидов
- Композитор — Кирило Молчанов
- Художники — Євген Галей, Володимир Постернак